# Maelwael Van Lymborch Huis

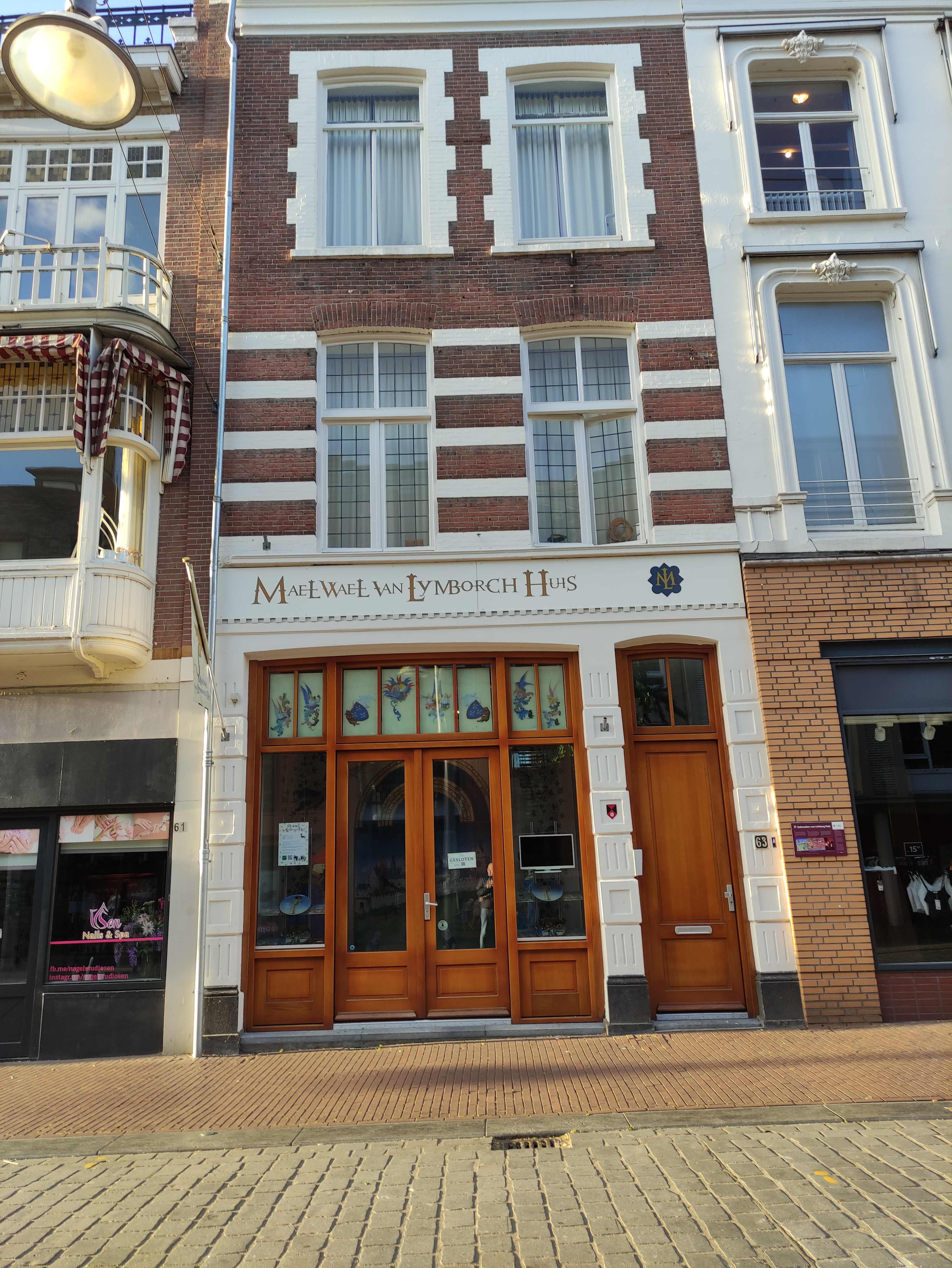
Het pand aan de Burchtstraat 63

Het Maelwael Van Lymborch Huis (tot 2024 Gebroeders Van Lymborch Huis) is een museum in de Nederlandse stad Nijmegen. Het museum van Stichting Maelwael Van Lymborch werd in 2019 geopend aan de Burchtstraat 63. Het is gewijd aan de schilders Jan Maelwael (die er zijn atelier had) en zijn neefjes de gebroeders Van Lymborch. Het museum belicht in de tentoonstelling De familie Maelwael Van Lymborch. De Rembrandts van de Middeleeuwen historie, leven en werk van deze kunstenaars.